# Liste des députés flamands
- Liste des députés flamands (1995-1999)
- Liste des députés flamands (1999-2004)
- Liste des députés flamands (2004-2009)
- Liste des députés flamands (2009-2014)
- Liste des députés flamands (2014-2019)
- Liste des députés flamands (2019-2024)
- Liste des anciens députés flamands